# Orchard Lake Village
Orchard Lake Village är en ort i Oakland County i Michigan i USA.